# Gobierno de Francisco Morales Bermúdez
El gobierno de Francisco Morales Bermúdez, conocido también como segunda fase del Gobierno Revolucionario de la Fuerza Armada del Perú, inició el 29 de agosto de 1975 con el llamado Tacnazo, un incruento golpe de Estado contra el presidente de facto Juan Velasco Alvarado, y culminó el 28 de julio de 1980. El gobierno convocó a elecciones generales para la conformación de una Asamblea Constituyente no solo por la presión de las marchas y huelgas de la población, sino porque el plan Túpac Amaru elaborado por él fijaba un fin del Gobierno Revolucionario de la Fuerza Armada, a diferencia del anterior plan Inca.

## Tacnazo
El 28 de agosto de 1975 se celebró en Tacna el aniversario de la reincorporación al Perú, en la ceremonia se encontraba el Presidente del Consejo de Ministros y Ministro de Guerra, Francisco Morales Bermúdez, y altos mandos militares. Luego de los actos de celebración, el Premier y los jefes de la III y IV regiones militares se reunieron y acordaron encabezar el movimiento contra Velasco. A la mañana siguiente los jefes de las demás regiones militares se unieron al golpe.
A las 11 de la mañana, la población fue informada de la situación mediante la difusión por radio y TV a través del Manifiesto al País en el que decía que el pronunciamiento revolucionario que se acababa de producir era para eliminar los personalismos y las desviaciones del proceso de la revolución de la Fuerza Armada, que se venía sufriendo por quienes en forma errónea no habían valorado el exacto sentir revolucionario de todos los peruanos y que se confiaba que con la dirección que imprimiese el nuevo gobierno peruano el general de división Francisco Morales Bermúdez Cerrutti, se concretarían las justas aspiraciones del Pueblo, de la Fuerza Armada y Fuerzas Policiales del Perú.
1975 fue un año marcado por una crisis económica que afectaba el poder adquisitivo de la gente, haciendo que el gobierno de Velasco fuera perdiendo apoyo. Las protestas y, sobre todo, la huelga policial de ese año en donde hubo alrededor de 100 muertos y que causó que hubiera muchísimos disturbios. A esto se le suma el repliegue de Velasco a raíz de su enfermedad. Fue cuando cae enfermo que se plantea el problema de quién iba a sucederlo. Morales Bermúdez, que aseguraba que Velasco lo reconocía como su sucesor, aprovechó esas circunstancias para el 29 de agosto de 1975 dar un golpe institucional. Fue la sensación de que había problemas en la conducción del gobierno a raíz de todos esos problemas, lo que llevó al derrocamiento de Velasco.
Juan Velasco Alvarado se reunió con algunos miembros de su gabinete y aceptó el golpe mediante un breve mensaje, en él se pidió que la población apoye la continuidad del proceso de revolución.1 Luego de ello se retiró de Palacio de Gobierno junto a su esposa y médico personal con dirección a su residencia en Chaclacayo.
En la mañana del día 30 llegó a Lima por vía aérea el general Morales Bermúdez en compañía de su esposa Rosa Pedraglio y de algunos ministros de estado. El mismo día se promulgó el Decreto Ley N° 21268, mediante el cual la junta revolucionaria, conformada por comandantes generales del Ejército, Marina y Aviación, designa como Presidente de la República al General de División Francisco Morales Bermúdez.
Morales Bermúdez prestó juramento a las cinco de la tarde en el salón 3 de octubre del Palacio de Gobierno ante el general Óscar Vargas Prieto, comandante general del Ejército.
Al inicio no se notó el cambio, pues el deterioro en las condiciones de vida ya se estaba viendo desde antes. Además, Morales Bermúdez inicialmente tuvo un discurso en el que planteaba la profundización de las reformas de Velasco. No obstante, entre setiembre y octubre hubo una recomposición de las fuerzas, seguido de críticas por parte del nuevo gobierno hacia la política industrial-nacional, que marcaba ya una tendencia del norte económico que la nueva gestión quería seguir: antinacionalista.
El año 75 se caracterizó por ser el periodo en el que se evidencia la lucha política que existía dentro del gobierno que tuvo como desenlace el golpe.

## Inicio de gobierno

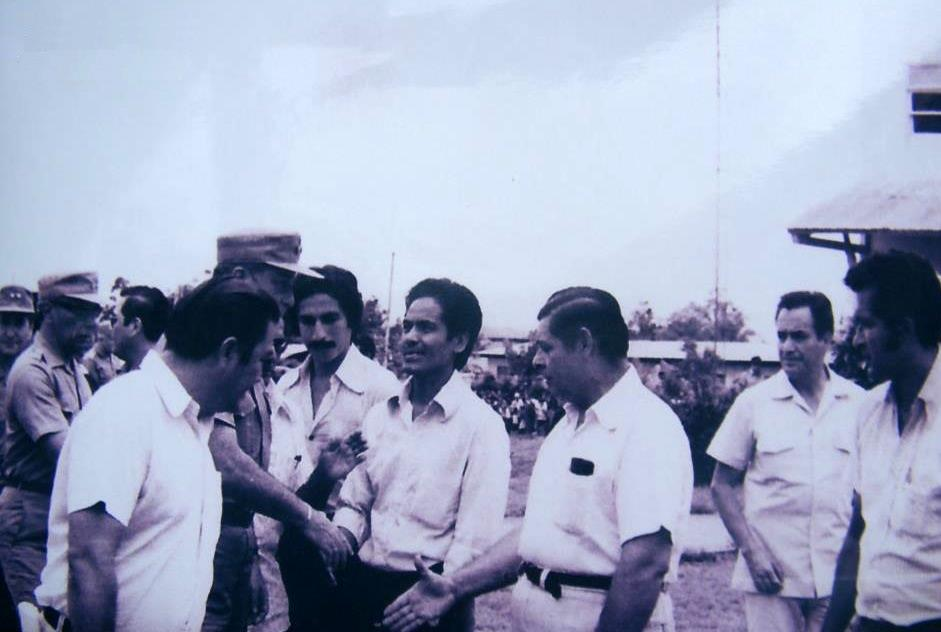
Visita a Juanjuí del Presidente Francisco Morales Bermúdez (década de los años 70).

El día 31 de agosto juramentaron los ministros de estado; el gabinete fue presidido por Óscar Vargas Prieto y muchos ministros de Velasco continuaron con sus carteras anteriores.
Con el avance de las reformas revolucionarias de Velasco Alvarado, el gobierno institucional de las fuerzas armadas fue adquiriendo un carácter socialista, que el gobierno de Morales Bermúdez había dicho que seguiría, pero con cambios que ayudarían a afrontar la crisis económica y la crisis política que habían sido la justificación para el golpe a Velasco. 

### Carácter antisocialista

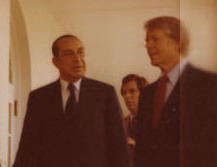
Francisco Morales Bermúdez y Jimmy Carter, presidente de los Estados Unidos.

No obstante, en 1976, fue un “año de redefinición del proyecto político militar” (Pease), que alejó totalmente a Morales Bermúdez del proyecto inicial de Velasco. El comienzo de este giro se da con la salida de altos mandos militares como Fernández Maldonado, La Vera, Gallegos y De la Flor del gobierno. Con este gesto se inicia también el abandono al socialismo del gobierno que hasta febrero de ese año aún seguía formando parte, al menos, del discurso. Para agosto, se declaraba como inadecuado el proyecto socialista y se abandona el programa ideológico que primó durante los 8 años de Velasco, principalmente en cuanto a la idea de la propiedad social. 
Hasta ese momento, había un ambiente de confusión por la incoherencia entre el discurso y la política económica llevada a la práctica, pero con el deslinde después de agosto, el gobierno asumió el verdadero carácter de sus acciones y se llevan adelante más políticas que deshacían las reformas anteriores. Algunas de estas fueron la privatización de sectores de la economía, las políticas de flexibilización laboral (supresión en la práctica de algunos derechos laborales), mayor apertura al capital extranjero, cambios en la política exterior, etc. El cambio en la política se vio reflejada en todos los sectores, generando reacciones a favor y en contra. 
Hubo un control absoluto de los medios de comunicación por parte del gobierno y los grupos de poder, que no permitían dar ningún espacio a los movimientos sociales. 
El año 76, en el que se define, por fin, el carácter antisocialista del gobierno, fue bastante conflictivo, especialmente por las medidas represivas, tales como el Estado de emergencia y los toques de queda, que, si bien regían para toda la población, afectaron sobre todo a los sectores populares. Estos sectores veían mellada su capacidad de protesta frente a algún reclamo como huelga de sindicatos y se veían particularmente afectada con los toques de queda los obreros que debían levantarse bastante temprano para llegar temprano a sus centros laborales. 
La criminalización del derecho a huelga hizo que toda huelga se convirtiera en un conflicto con el gobierno y no sólo con la empresa; y afectó severamente a dirigentes sociales y trabajadores. 
Con respecto a la existente crisis política, la salida llevada a cabo por el gobierno fue abrir el espacio político a partidos políticos, pero solo a los conservadores y capitalistas. 
A diferencia del antiimperialismo marcado de la época de Velasco, en la segunda fase se deja esto de lado y se reestablecen las relaciones con Estados Unidos. En 1976 se recibe al secretario de estado norteamericano Henry Kissinger.

### Problemas sociales
En julio de este año todas las revistas son cerradas, pero las conservadoras están satisfechas porque al final sus intereses están prevaleciendo. En diciembre vuelven a salir las revistas, pero ninguna de izquierda es autorizada.
Comienzan las huelgas sindicales. El [Sindicato Único de Trabajadores de la Educación del Perú SUTEP] manifiesta su rechazo a las medidas económicas del gobierno y se solidariza con los sindicatos en pie de lucha (EXPRESO).
A pesar de las limitaciones impuestas por la dictadura ante cualquier tipo de movimiento popular y partidos de izquierda, éstos actores que mantenían estrechas relaciones entre sí, pudieron asumir un rol protagónico en la lucha contra el régimen militar y, especialmente, contra la contrarreforma que dirigió Morales Bermúdez, permitiendo el surgimiento de una nueva representación política. 
La izquierda tuvo un rol fundamental en el debilitamiento de la dictadura militar, sin embargo, fue incapaz de aprovechar la crisis política para armar una propuesta política como salida a los problemas concretos de la realidad peruana, que partía por generar espacios democráticos que ofrecieran mayores herramientas a los sectores populares para llevar a cabo las trasformaciones político-económicas que fueran necesarias.
Las primeras expresiones de la agudización de las contradicciones del régimen comienza en este año con los paquetes de medidas de flexibilización laboral y privatización de la economía. La aguda crisis económica y dichas medidas causaron el crecimiento de la movilización social, tanto a nivel gremial como en los frentes de defensa de los intereses del pueblo en las regiones.
El 1 de junio de 1976 ante la agudización de los problemas el gobierno va a decretar el estado de emergencia en todo el territorio nacional con toques de queda rígidos. Esta medida duraría un año entero para luego ser aplicada de forma sectorial.

## El paro del 19 de julio
El paro de julio fue la respuesta de los gremios de trabajadores y de la sociedad civil organizada y los partidos de izquierda en respuesta a los “paquetazos” económicos y de la represión policial-militar contra el pueblo y sus dirigentes, expresada en la criminalización de la huelga, los toques de queda y el estado de emergencia. Las bases de la CGTP, ante la negativa de la dirigencia de convocar al paro, decide formar el Comando Unitario de Lucha (CUL), que fue el promotor de este paro, pasando por encima de la CGTP. Ante esa situación, la Central de Trabajadores, no tuvo otra opción que sumarse, acertadamente, al paro que se iba a dar con o sin ellos. 
El 19 de julio de 1977, se dio un paro nacional impulsado por la CGTP, central sindical, que reclamaba un aumento general de sueldos y salarios de acuerdo con el alza del costo de vida debido a la devaluación de la moneda. Diarios como Expreso, La Crónica y Correo se encargaron de imprimir carátulas sensacionalistas sobre el tema, lo cual hizo que el ministro del Interior se pronunciara pidiendo que se “Abstengan de publicar informaciones que atenten contra la Unidad Nacional o fomenten la subversión”. Se esperaba tener ante la crisis una respuesta de unidad y apoyo, algo que no sucedió. Para la mañana del 19 de julio el paro era inminente y exitoso. Las grandes industrias casi sin excepción se encuentran paralizadas. Lo mismo ocurre con las medianas. Solo en los pequeños negocios se nota actividad, aun cuando restringida. 
En zonas fabriles empiezan movilizaciones obreras que se enfrentan con efectivos de los Servicios Especiales de la Guardia Civil, mientras que los efectivos de la Fuerza Armada patrullaban la ciudad.
El paro contó con el apoyo masivo de la población, indistintamente se simpatizara o no con las fuerzas convocantes, y significó en sí el repudio unánime hacia el régimen militar. Lima quedó paralizada durante 24 horas de un modo nunca antes visto. Luego vinieron diversas movilizaciones nacionales.
Sin duda, el paro nacional del 9 de julio de 1977 es el hecho más significativo del periodo. El paro constituyó un desafío al gobierno en tanto este legisló y actuó en cada momento del periodo para impedir la movilización de los trabajadores y amenazó hasta el día previo a través del Ministro Cisneros, jugándose el todo por el todo. El pueblo paró en forma unitaria a pesar de todas las amenazas y las medidas represivas aplicadas. Las organizaciones con una sola excepción importante en la minería, coordinaron su acción de masas tanto en el frente sindical como en el político. Este paro y protesta popular en mucha espontánea en todo el país marcaron junio y julio de 1977 como un momento clave en insurgencia de un movimiento popular organizado, capaz de impactar en el sistema político. El país entra en estado de emergencia y se implantaron los toques de queda (11 p. m. a 5 a. m.) y realizaron una serie de deportaciones.
Este estado de emergencia concluye en agosto del mismo año, tras que el gobierno recibiera el rechazo popular así como también el nulo apoyo de los empresarios y grupos de poder. Es en agosto que el gobierno se ve aislado y desgastado. Se levanta el estado de emergencia y se proclama el fin del régimen. Morales Bermúdez anuncia un cronograma político que llevará a entregar el poder en 1980.
El estado de emergencia tuvo direccionalidad política: los beneficiarios no solo fueron los grupos económicos sino también la antigua derecha política que obtuvo el cronograma que demandaba. Sin embargo el fin del estado de emergencia significó acciones en contra del pueblo por parte del Estado; existen una nueva cantidad de reportados, ahora incluso militares, se silencia gradualmente a aquel que simpatice con el pueblo. Los actores políticos conservadores y sus revistas fueron afectados cuando su acción rebasó la disciplinada visión que tenía el gobierno. Esto cuestiona las bases del gobierno que había empezado con la filosofía de ser la primera fuente de apoyo social.
La respuesta del gobierno fue el Decreto Supremo 10-77-TR que generó el despido de más de 5 mil trabajadores en su mayoría dirigentes sindicales que habían organizado el paro. Esto debilitó fuertemente el movimiento gremial, pero las protestas se mantuvieron en alza y eso generó un retroceso por parte de la dictadura al convocar a la Asamblea Constituyente de 1978. Deportaciones, detenciones, persecuciones fueron medidas al igual que la reducción de salarios. Toda huelga se decreta como subversiva y es perseguida.
En efecto, el Plan Túpac Amaru no puede ser visto como un plan de gobierno. Es formulado por un gobierno deteriorado que sólo puede desmontar el proyecto anterior. El plan carece de algo que sustancial para cualquier plan de gobierno: la definición de una estrategia de desarrollo económico y la explicitación de una política de corto y mediano plazo. El Ministro Barúa – Ministro del Interior- de mano con su política de estabilización del Estado incentiva la ganancia de las empresas, mantiene las exoneraciones tributarias y amplias los incentivos a la inversión extranjera, incluso en el campo petrolero; pero no logra sacar al país de la recesión. Falla entonces terminando con la caída del Ministro Barúa tras no poderse imponer sobre las Fuerzas Armadas y la burocracia civil. Su reemplazo es Walter Piazza quien sigue más o menos el mismo modelo de Barúa y demuestra que el gobierno no tiene ni idea de cómo beneficiar al pueblo.
Al finalizar el año 1977 falleció el general Juan Velasco Alvarado, quien había encabezado la primera fase del régimen militar. Su entierro tuvo una asistencia multitudinaria.
Durante el año 1978 se expresarán las continuas luchas de las organizaciones sindicales.
Comienza el año con la paralización de SIDER PERU en Chimbote, que lleva a la paralización general de esa ciudad y con el paro Nacional decretado por la CGTP, luego suspendido y finalmente concretado en el mes de febrero de 1978, pero sin lograr la unanimidad del año anterior.. Esta movilización que fue vista como derrota a pesar de haber paralizado efectivamente las zonas fabriles, marcó el primer semestre del año. En el cual se desarrollan al mismo tiempo huelgas de los trabajadores de salud, de los trabajadores municipales, de los ferroviarios, textiles, y de diversos sindicatos en todo el país, y al mismo tiempo, con una larga huelga magisterial que duraría más de 80 días.
El año 1978 marca el nacimiento de la Unión de Empresarios Privados del Perú (UEPP), entidad que inaugura su presencia en la escena política acusando de traidores a las patria a los dirigentes sindicales que convocaban el paro de enero de 1978. Cuando después de una huelga de hambre de más de dos meses de duración, ocultada relativamente por los diarios, el presidente dispuso la reposición de 71 trabajadores despedidos en 1977, la campaña orquestada de estos gremios llegará al punto del desacato, sin que el gobierno tenga la fuerza suficiente para imponer su voluntad.

## Proceso de transición
El año 1979 fue un año tenso, lleno de acontecimientos políticos, a lo largo del cual el gobierno de las Fuerzas Armadas, encabezado por el general Morales Bermúdez, va ingresando en la recta final del proceso de transferencia. Además, también es el año del Centenario de la Guerra del Pacífico, lo cual genera tensión en las relaciones peruano-chilenas, al tratarse de crear una afirmación nacional y patriotismo sin mucho éxito. 
El gobierno de la Fuerza Armada buscaba tres objetivos políticos que definen el curso de la transferencia del poder a la civilidad: se trataba de (1) superar el punto más bajo de la crisis económica, conducida por el ministro Silva Ruete desde mayo de 1978; también, (2) lograr la renegociación de las alianzas burguesas mediante la creación del espacio preciso para que los partidos del orden (APRA, ACCIÓN POPULAR Y PPC) remocen la fachada y asuman la representación de la civilidad, entendida en su límite burgués, compatible con el orden establecido en los centros de poder. Lograr este objetivo después de diez años de los mismos cuadros políticos tradicionales exigía un tercer objetivo expresado en (3) la derrota del movimiento popular; movimiento que se había expresado en las elecciones constituyentes de 1978 y que se había fortalecido año a año. Los resultados fueron fruto de la conducción de la visión política presente en la política de gobierno. 
Este año, además, fue el año en que mueren tres personajes que marcaron con su presencia política peruana este siglo. Victor Raúl Haya de la Torre, fundador y jefe máximo del partido aprista muere el 2 de agosto. Tras su muerte se abrió un proceso de pugna interna en el partido que tiene sus primeras expresiones en la designación de candidatos ese mismo año. También en 1979 murieron Eudocio Ravines, máximo dirigente del Partido Comunista en los años 30 y renegando luego de su condición, asumió posiciones de extrema derecha; y Pedro Beltrán, hacedor de la política económica agro-exportadora que enmarca las últimas décadas del poder oligárquico y el pensamiento económico por varias décadas.
Tras los primeros éxitos en la refinanciación de la deuda externa, se encauza la política de estabilización garantizando al gobierno una mejor relación con los empresarios. Mejorará la balanza comercial y la balanza de pagos, gracias a los incentivos otorgados a la exportación de bienes tradicionales y al aumento de las divisas disponibles. Existió durante el gobierno un claro desvinculo entre las satisfacciones básicas de la población y entre el capital financiero e industrial. El desempleo y el subempleo aumentan, el salario real sigue descendiendo. 
La alianza del APRA y el PPC refleja la voluntad política que condenó a la Asamblea Constituyente a un aislamiento del conjunto de demandas populares, a no ser centro de la escena política y a servir a la vez de válvula de escape a la fuerte tensión social canalizada hacia las expectativas de las próximas elecciones generales. Es por ello que, en este periodo, los partidos actuaron negociando y perfilando sus estrategias electorales. En todo plano, 1979 ofrece elementos para comprender mejor el proceso político peruano y sus límites.

### Asamblea Constituyente
Desde enero de 1977, el ministro del Interior, general Luis Cisneros Vizquerra, había iniciado conversaciones con los partidos políticos que existían al momento de la deposición de Belaúnde; fue así como se realizaron contactos con el APRA, con Acción Popular, Partido Popular Cristiano y Partido Comunista del Perú. El 4 de octubre de 1977 se convocaron a elecciones para representantes a una Asamblea Constituyente mediante el Decreto Ley 21949.2 Esta asamblea tendría como exclusiva finalidad, la dación de la nueva Constitución Política del Estado.
Indudablemente el centro de la escena política de 1978 está constituido por el proceso electoral que dio origen a la Asamblea Constituyente y la instalación de la misma. Con la abstención de uno de los partidos grandes, Acción Popular, en medio de la protesta popular por el alza del costo de vida y de un gobierno que intermitentemente reprime al pueblo como condición para su estabilidad; con deportados, perseguidos, ciudadanos presos en el momento de votar y una campaña electoral desigual, en tanto que esta represión afectaba sólo a la izquierda en el espectro político, se produce la primera elección de la década del 70.
Dentro del año 1978 se define la necesidad de definir una asamblea Constituyente dado que su presencia significa un dato sustantivo en la escena política. Ello se realiza en un cuadro bastante complejo, en el cual las movilizaciones populares continúan presentes, aunque iniciando cualitativamente un periodo de reflujo. Concluida al finalizar julio la huelga del Magisterio, marcarán el segundo semestre la huelga nacional de los mineros, las movilizaciones amplias de los empleados públicos despedidos, huelgas regionales en Cuzco y en Pucallpa, así como diversas protestas callejeras de estudiantes secundarios. Estas movilizaciones no son las únicas del movimiento popular en el segundo semestre de 1978, pero en todas ellas se va notando la dificultad que supone no contar con una dirección política centralizada y a la vez enfrentar a un gobierno que responde en todos los frentes con dispositivos legales y represión.
La Asamblea constituyente instalada el 28 de julio de 1978, tendrá ante sí este panorama enmarcado por amplias movilizaciones populares, al mismo tiempo que recibe las presiones del gobierno para restringir su rol al simple trámite de redactar una nueva carta política.
En octubre se denuncian torturas a ciudadanos peruanos en las fronteras del norte y el sur, al mismo tiempo que el Canciller ecuatoriano replantea su tesis sobre la necesidad de revisar el tratado de Río de Janeiro, hecho que coincide con el periodo de alta tensión al sur de América Latina, producido por el conflicto entre Chile y Argentina. La alta tensión provocada por el conflicto del sur pesó también significativamente en la escena política. Las informaciones fueron notoriamente difundidas por los órganos de prensa del gobierno e incluso la Asamblea Constituyente realizó una sesión secreta que terminó aprobando una moción que reclamaba la paz en el Continente.
Las elecciones se programaron inicialmente para el domingo 4 de junio, pero se postergaron para el 18 y se realizaron en un ambiente de tensión pero de orden. En ellas, el APRA con Víctor Raúl Haya de la Torre a la cabeza, obtuvo 1 241 194 votos, por ello presidió en las Juntas Preparatorias de la Asamblea y posteriormente fue elegido por mayoría como presidente de ese organismo.
Desde 1976 Haya de la Torre se había sentido mal de salud, por lo cual viajó a Alemania. Estando ya de presidente de la Asamblea, las dolencias se le acentuaron, por lo cual viajó a Estados Unidos, en donde no le pudieron diagnosticar el mal que tenía. De regreso al Perú, los médicos le hacen saber que tenía un cáncer avanzado, viajó nuevamente a Estados Unidos y en el Hospital de Houston le confirmaron el diagnóstico peruano. En diciembre dejó de concurrir a la Asamblea, debiendo asumir el control el vicepresidente Luis Alberto Sánchez.
Cuando la nueva Constitución quedó terminada y firmada por Haya de la Torre, fue llevada a Palacio para su promulgación, sin embargo, el general Morales Bermúdez se negó porque se trataba de que de inmediato entrase en funciones, lo que implicaba el cese del Gobierno Revolucionario y además porque no se habían constitucionalizado las principales reformas estructurales de la Revolución. Morales Bermúdez devolvió la Constitución sin firmar y se tuvo que esperar hasta el 28 de julio de 1980 cuando hubiera un nuevo Gobierno Constitucional.

## Elecciones de 1980

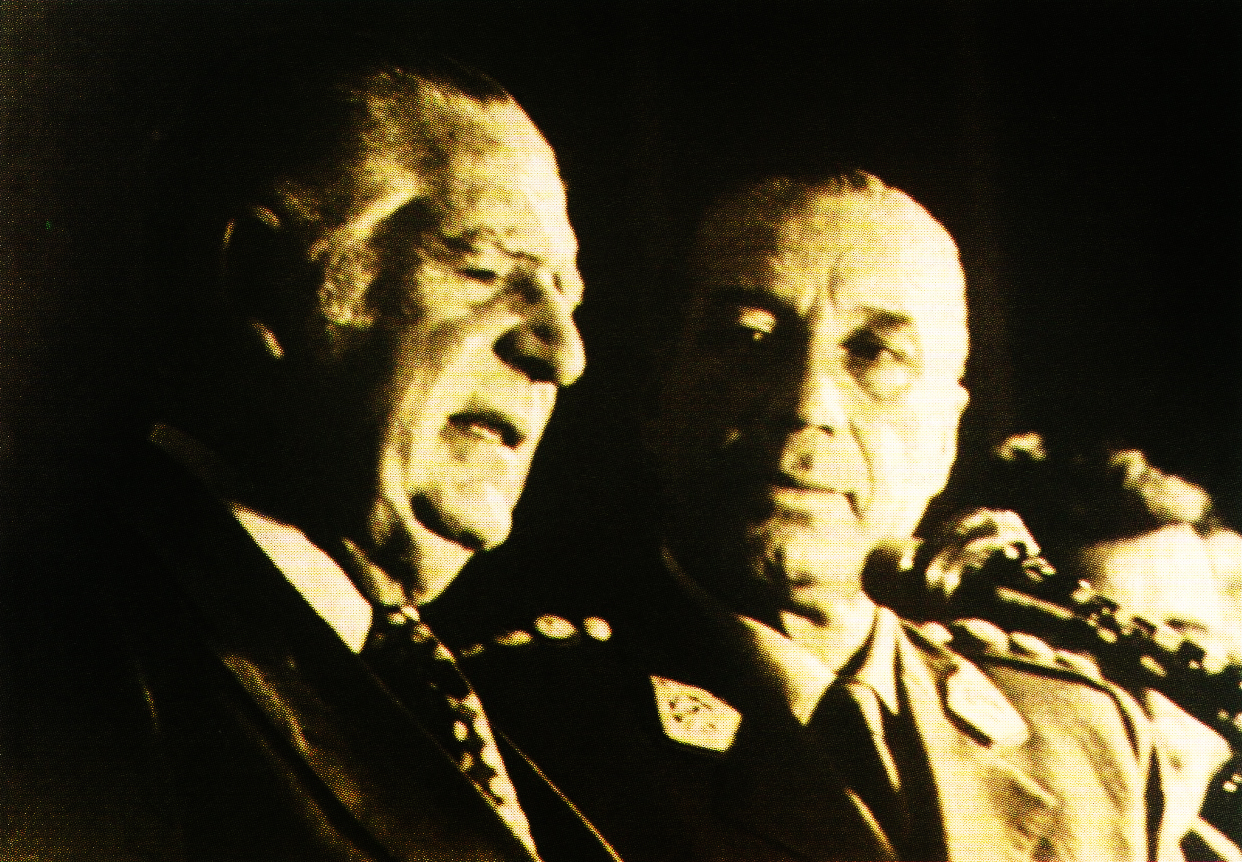
El general Francisco Morales Bermúdez cedió el gobierno a Fernando Belaúnde Terry, ganador de las elecciones de mayo de 1980.

El 30 de julio de 1979, se dio el Decreto Ley 22622 por el cual se convocaban a Elecciones Generales de Presidente y Vicepresidentes de la República, Senadores y Diputados para el 18 de mayo de 1980.
En el año 1980, se inicia el proceso de transferencia de las Fuerzas Armadas hacia un gobierno democrática que puede ser elegido en base al voto popular. De esta manera, es posible observar el cambios en los partidos políticos y un reacomodos provenientes del gobierno militar ad portas del cambio de élite política. En el primer semestre de 1980, la transferencia del poder estatal es concluida con el triunfo de Fernando Belaúnde Terry para un segundo período luego del golpe de Estado militar. Siendo Belaúnde ganador de las elecciones, algunas voces como las de Velazco Alvarado sienten que se está dando un pasado atrás con un retorno al pasado. Sin embargo, distintos hechos ocurridos permiten demostrar que sí existe una mecánica distinta a la del pasado, enfrentándose ahora a la “modernización de la dominación burguesa” (Pease 1982: III) 
El triunfo de Belaúnde Terry se puede explicar en tanto muestra una contraposición a todo lo que conlleva el gobierno militar, que sufría un desgaste en sus políticas. La incapacidad de la izquierda para poder participar en conjunto, la crisis en la dirección del gobierno y la crisis del APRA se convierten en caldo de cultivo para el voto popular a favor de Belaunde (Pease 1982: III). Además de ello y a pesar de todo, los objetivos políticos estipulados por Morales Bermúdez se cumplieron con el retorno de las anteriores élites dominantes del Perú que utilizaban la democracia para desarrollar sus influencias. La campaña electoral permitió la apertura al debate político y a la polemización y politización de distintas problemáticas que afectaban al Perú en ese momento. Nuevos partidos presentaron mayor preponderancia en relación con las viejas fuerzas que se presentaban en el espacio público. De esta forma, es posible ver el uso de medios masivos de comunicación para la expresión de las propuestas electorales con apoyo del gobierno y sin ningún veto. El uso de mensajes desgastados por parte del APRA, AP y el PPC no compitió con los calificativos usados por la izquierda peruana. Así, estas elecciones no fomentaron la reflexión sino que buscaron generar un sentimiento en el elector.
Las elecciones permitieron definir las capacidades de todos los partidos participantes en la campaña electoral (Pease 1982: VIII). Por ejemplo, la izquierda peruana llegó a obtener votos que le permitieron seguir teniendo vigencia en la arena pública y representarse con una nueva generación política. Sin embargo, el futuro político aún permanecía incierto con procesos distintos como la liberalización de la economía tras el manejo estatista utilizado por Morales Bermúdez. 
La apertura a la democracia permitió un cambio en el manejo político de aquellos tiempos. Con una Fuerza Armada que brindó las garantías para el pleno desarrollo del nuevo gobierno, la nueva democracia continuará con un aparato estatal modernizado tras la cancelación de los sectores oligárquicos (Pease 1982: X) para poder llevar a cabo las reformas necesarias para el país.

## Autoridades

### Ministros
| Ministerio                                                                  | Ministros | Periodo |
| --------------------------------------------------------------------------- | --- | --- |
| Presidencia del Consejo de Ministros                                        | Óscar Vargas Prieto Jorge Fernández-Maldonado Guillermo Arbulú Galliani Óscar Molina Pallochia Pedro Richter Prada                 | 31 de agosto de 1975 - 31 de enero de 1976 31 de enero de 1976 - 16 de julio de 1976 16 de julio de 1976 - 30 de enero de 1978 30 de enero de 1978 - 31 de enero de 1979 30 de enero de 1979 - 27 de julio de 1980           |
| Relaciones Exteriores                                                       | Miguel Ángel de la Flor José de la Puente Radbill Carlos García-Bedoya Zapata Arturo García García                                 | 31 de agosto de 1975 - 16 de julio de 1976 16 de julio de 1976 – 31 de enero de 1979 1 de febrero de 1979 – 30 de noviembre de 1979 30 de noviembre de 1979 - 27 de julio de 1980                                            |
| Agricultura                                                                 | Enrique Gallegos Venero Luis Arbulú Ibañez Carlos Gamarra Pérez-Egaña                                                              | 31 de agosto de 1975 - 16 de julio de 1976 16 de julio de 1976 – 23 de julio de 1979 23 de julio de 1979 - 27 de julio de 1980                                                                                               |
| Alimentación                                                                | Rafael Hoyos Rubio | 31 de agosto de 1975 - 31 de diciembre de 1977 |
| Trabajo y Promoción del Empleo                                              | Dante Poggi Morán Luis Galindo Chapman Luis Ugarelli Valle José García-Calderón Koechlin Javier Elías Vargas                       | 31 de agosto de 1975 - 20 de octubre de 1975 20 de octubre de 1975 - 16 de mayo de 1977 16 de mayo de 1977 - 1 de enero de 1978 1 de enero de 1978 - 23 de julio de 1979 23 de julio de 1979 - 27 de julio de 1980           |
| Economía y Finanzas                                                         | Amilcar Vargas Gavilano Luis Barúa Castañeda Walter Piazza Tangüis Alcibíades Sáenz Barsallo Javier Silva Ruete                    | 31 de agosto de 1975 - 2 de septiembre de 1975 2 de septiembre de 1975 - 16 de mayo de 1977 16 de mayo de 1977 - 6 de julio de 1977 6 de julio de 1977 - 15 de mayo de 1978 15 de mayo de 1978 - 27 de julio de 1980         |
| Transportes y Comunicaciones                                                | Raúl Meneses Arata Artemio García Vargas Elivio Vannini Chumpitazi José Soriano Morgan                                             | 31 de agosto de 1975 - 16 de septiembre de 1975 16 de septiembre de 1975 - 17 de agosto de 1976 17 de agosto de 1976 - 25 de julio de 1979 25 de julio de 1979 - 27 de julio de 1980                                         |
| Vivienda y Construcción                                                     | Isaías Paredes Arana Gerónimo Cafferata Marazzi César Rosas Cresto                                                                 | 31 de agosto de 1975 - 17 de julio de 1976 17 de julio de 1976 - 16 de agosto de 1977 16 de agosto de 1977 - 27 de julio de 1980                                                                                             |
| Salud                                                                       | Fernando Miró-Quesada Bahamonde Jorge Tamayo de la Flor Humberto Campodónico Hoyos Oscar Dávila Zumaeta Eduardo Rivasplata Hurtado | 31 de agosto de 1975 – 18 de octubre de 1975 18 de octubre de 1975 - 1 de enero de 1977 1 de enero de 1977 - 1 de enero de 1978 1 de enero de 1978 - 18 de septiembre de 1978 18 de septiembre de 1978 - 27 de julio de 1980 |
| Energía y Minas                                                             | Luis La Vera Velarde Arturo La Torre Di Tolla Juan Sánchez Gonzales René Balarezo Vallebuona                                       | 31 de agosto de 1975 – 31 de enero de 1976 31 de enero de 1976 - 29 de diciembre de 1977 29 de diciembre de 1977 - 31 de enero de 1980 31 de enero de 1980 - 27 de julio de 1980                                             |
| Educación                                                                   | Ramón Miranda Ampuero Otto Eléspuru Revoredo José Guabloche Rodríguez                                                              | 31 de agosto de 1975 – 31 de diciembre de 1976 1 de enero de 1977 - 16 de septiembre de 1978 16 de septiembre de 1978 - 27 de julio de 1980                                                                                  |
| Interior                                                                    | César Campos Quesada Luis Federico Cisneros Vizquerra Fernando Velit Sabattini César Iglesias Barrón                               | 31 de agosto de 1975 – 1 de febrero de 1976 1 de febrero de 1976 - 12 de mayo de 1978 12 de mayo de 1978 - 7 de mayo de 1980 7 de mayo de 1980 - 27 de julio de 1980                                                         |
| Pesquería                                                                   | Francisco Mariátegui Angulo Jorge Villalobos Urquiaga                                                                              | 31 de agosto de 1975 – 2 de enero de 1979 2 de enero de 1979 - 27 de julio de 1980 |
| Industria, Turismo, Integración y Negociaciones Comerciales Internacionales | Gastón Ibáñez O'Brien Gabriel Lanatta Piaggio Jorge Du Bois Gervasi                                                                | 31 de agosto de 1975 – 15 de mayo de 1978 15 de mayo de 1978 - 16 de septiembre de 1978 16 de septiembre de 1978 - 27 de julio de 1980                                                                                       |
| Comercio                                                                    | Luis Arias Graziani | 31 de agosto de 1975 – 16 de mayo de 1977 |
| Aeronáutica                                                                 | César Podestá Jiménez Dante Poggi Morán Jorge Tamayo de la Flor Luis Arias Graziani                                                | 31 de agosto de 1975 – – 18 de octubre de 1975 18 de octubre de 1975 - 20 de octubre de 1977 20 de octubre de 1977 - 25 de agosto de 1978 25 de agosto de 1978 - 27 de julio de 1980                                         |
| Marina                                                                      | Jorge Parodi Galliani Carlos Tirado Alcorta Juan Egúsquiza Babilonia                                                               | 31 de agosto de 1975 – 1979 enero de 1979 - diciembre de 1979 enero de 1979 - 27 de julio de 1980 |
| Guerra                                                                      | Oscar Vargas Prieto Jorge Fernandez-Maldonado Solari Guillermo Arbulú Galliani Óscar Molina Pallochia Pedro Richter Prada          | 31 de agosto de 1975 - 31 de enero de 1976 31 de enero de 1976 - 16 de julio de 1976 16 de julio de 1976 - 30 de enero de 1978 30 de enero de 1978 - 31 de enero de 1979 30 de enero de 1979 - 27 de julio de 1980           |

| Predecesor: Gobierno de Juan Velasco Alvarado | Gobierno del Perú 29 de agosto de 1975 a 16 de noviembre de 1980 | Sucesor: Segundo Gobierno de Fernando Belaúnde Terry |